# John Bachtell
John Bachtell, né le 26 mars 1956 à Yellow Springs en Ohio, est un homme politique americain. Il est président du Parti communiste USA de 2014 a 2019.
Il était précédemment le coordinateur du parti en Illinois et membre du bureau national du parti. Avant ça, il a été le leader du parti dans la branche de l'État de New York,.
Dans un article paru dans le journal Political Affairs, juste après son élection à la tête du parti, John Bachtell livre son analyse de la situation politique américaine actuelle et la façon dont les communistes doivent l'appréhender. Il expose son projet de parvenir à construire une société socialiste de façon pacifique. Selon lui, des exemples comme celui du Venezuela sont riches d'apprentissage.